# Al-Badrijja
Al-Badrijja (arab. البدرية) – wieś w Syrii, w muhafazie Idlib. W 2004 roku liczyła 84 mieszkańców.